# Aron Gunnarsson
Aron Einar Gunnarsson (ur. 22 kwietnia 1989 w Akureyri) – islandzki piłkarz występujący na pozycji defensywnego pomocnika. Obecnie jest zawodnikiem Cardiff City.

## Kariera klubowa
Gunnarsson zawodową karierę rozpoczynał w sezonie 2005 w występującym w 1. deild karla islandzkim klubie Þór Akureyri. Spędził tam dwa sezony, w ciągu których rozegrał tam 11 ligowych spotkań. W lipcu 2006 roku podpisał kontrakt z holenderskim AZ Alkmaar, jednak został włączony do jego ekipy juniorskiej. W pierwszej drużynie AZ zadebiutował 10 lutego 2008 w przegranym 2:5 meczu rozgrywek Eredivisie z NEC Nijmegen. Było to jednak jedyne spotkanie rozegrane przez niego w barwach AZ.
Latem 2008 roku przeszedł do angielskiego Coventry City, grającego w Championship. W Coventry zadebiutował 9 sierpnia 2008 w wygranym 2:0 ligowym pojedynku z Norwich City. Od czasu debiutu Gunnarsson jest podstawowym graczem Coventry. 7 kwietnia 2009 w zremisowanym 1:1 spotkaniu z Crystal Palace strzelił pierwszego gola w trakcie gry w Championship. W sezonie 2008/2009 rozegrał 40 ligowych spotkań i zdobył jedną bramkę, a Coventry zajęło 17. miejsce w Championship.
8 lipca podpisał trzyletni kontrakt z Cardiff City.

## Kariera reprezentacyjna
W reprezentacji Islandii Gunnarsson zadebiutował 2 lutego 2008 w przegranym 0:2 towarzyskim spotkaniu z Białorusią. Od czasu debiutu jest podstawowym zawodnikiem kadry Islandii.